# Nicholas Channel
Nicholas Channel (hiszp. Canal de San Nicolás; znana również jako Saint Nicholas Channel) – cieśnina położona u północno-zachodniego wybrzeża Kuby. Rozciąga się w kierunku z zachodu na wschód na długości około 161 km. Jest ograniczona od północy przez ławicę Cay Sal Bank (położoną 32 km od Kuby). Na wschodzie łączy się z cieśniną Santaren Channel, tworząc Kanał Starobahamski. Przez cieśninę przepływa częściowo Prąd Florydzki. Do cieśniny uchodzi rzeka Sagua la Grande.